# Abnub
Abnub (مدينة ابنوب) es una ciudad de Egipto situada a la derecha del Nilo  en la Gobernación de Asiut a unos 4 km al norte de su capital.
Entre los edificios ilustres de la ciudad se encuentra el antiguo monasterio de San Víctor, desde donde el patriarca Gabriel VIII reconoció en el siglo XVI la supremacía del papado de Roma. Otro edificio a destacar es la iglesia copta de Abi, la más grande de la ciudad.

## Lugareños ilustres
- Akhnukh Fanus (1856-?), religioso copto.
- Shenouda III[2] (1923-), patriarca de Alejandría.